# Anzac spirit

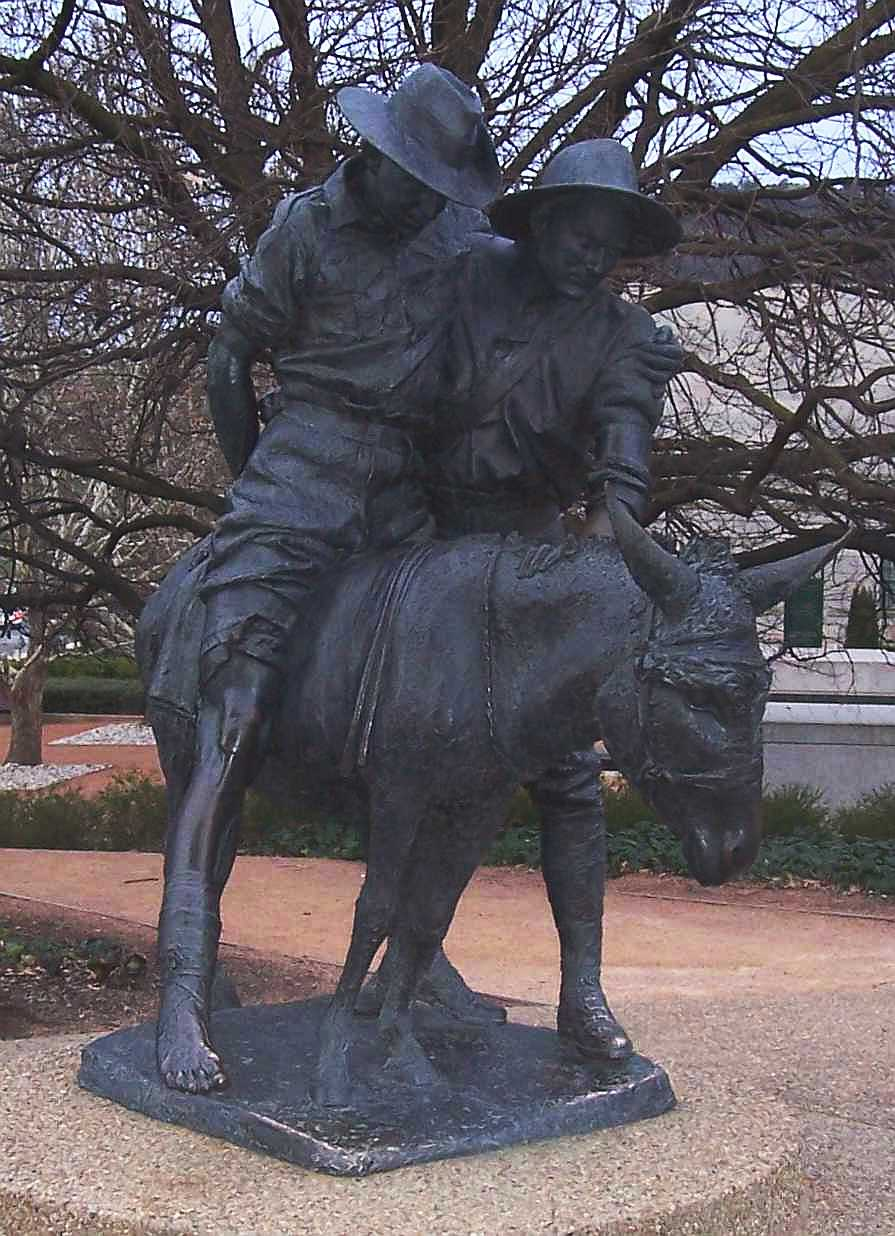
Pomnik Johna Simpsona Kirkpatricka i jego osiołka, autorstwa Petera Corletta, znajdujący się przy Australian War Memorial, Canberra

Anzac spirit (inaczej Anzac legend, pl. duch Anzac) – koncepcja głosząca, że australijscy oraz nowozelandzcy żołnierze z czasów I wojny światowej posiadali zespół wyjątkowo szlachetnych cech, które wyróżniały ich na polu bitwy. Do tych cech należy wytrzymałość, odwaga, pomysłowość, dobry humor, awanturniczość połączona z dobrodusznością (tzw. larrikinism) oraz braterstwo (tzw. mateship). Zgodnie z tą koncepcją żołnierze ANZAC przedstawiani są jako ludzie moralni, energiczni, stoiccy oraz konkretni w swoich słowach i zachowaniu. Charakteryzują się także lekceważącym stosunkiem wobec władzy oraz podziałów społecznych czy klasowych, jakże charakterystycznych dla Brytyjczyków.
Anzac spirit stanowić ma kwintesencję „narodowego charakteru” Australijczyków i Nowozelandczyków, objawioną w trakcie bitwy o Gallipoli, która nieraz opisywana jest przez zwolenników tejże idei jako narodziny narodu australijskiego i nowozelandzkiego. Pierwszy raz teza ta została sfromułowana w raporcie Ellisa Ashmead-Bartletta, opisującym lądowanie w zatoce Anzac. Ponownie przedstawiona i rozwinięta została później przez Charlesa Beana. Określa się ją jako Australian legend (australijska legenda), chociaż krytycy tego konceptu preferują nazwę Anzac myth (mit Anzac).

## Historia
Brytyjski korespondent wojenny Ellis Ashmead-Bartlett był pierwszym, który dostarczył informacje dotyczące lądowania świeżo sformowanej Australian and New Zealand Army Corps (ANZAC) w zatoce Anzac. Jego raport został opublikowany w Australii 8 maja 1915 roku i brzmiał następująco:
Nie czekali ani na rozkazy, ani na dopłynięcie łodzi do plaży. Zamiast tego wskakiwali do wody, brodzili do brzegu i formując coś w rodzaju niedbałej linii pędzili prosto w stronę błysków wrogich karabinów.
Relacja Ashmead-Bartletta charakteryzowała się bezgraniczną adoracją żołnierzy ANZAC:
Nie było wspanialszego wyczynu w tej wojnie niż to nagłe lądowanie w ciemności i szturmowanie tych wyżyn... Generał Birdwood powiedział spisującemu, że nie był w stanie wystarczająco wyrazić uznania dla odwagi, wytrzymałości i innych żołnierskich cech kolonistów. (Australijczycy) byli szczęśliwi, ponieważ zostali poddani pierwszej ich próbie i nie uznano ich za słabych.
W roku 1915, w odpowiedzi na doniesienia na temat wysiłku australijskich żołnierzy, australijski poeta Banjo Paterson napisał wiersz „We're All Australians Now”, zawierający w sobie fragment:
| Oryginał | Dosłowne tłumaczenie                                                                                                   |
| --- | --- |
| The mettle that a race can show Is proved with shot and steel, And now we know what nations know And feel what nations feel. | Zapał jaki rasa może pokazać Jest sprawdzana śrutem i stalą, I teraz wiemy co narody wiedzą I czujemy co narody czują. |

Anzac spirit był szczególnie spopularyzowany przez oficjalnego historyka wojennego Australii Charlesa Beana. Według niego dla żołnierzy biorących udział w bitwie o Gallipoli życie nie byłoby warte życia, gdyby splamili się zdradą ideału braterstwa (mateship). Mimo przegranej pod Gallipoli australijscy i nowozelandzcy żołnierze mieli wykazać się wielką odwagą, inicjatywą, zahartowaniem oraz dyscypliną. Odrzucali oni ograniczenia, które uznali za zbędne, nie stronili od sardonicznego poczucia humoru, za nic mieli niebezpieczeństwo i udowadniali, że nie mają sobie równych na polu bitwy. Bean podsumował znaczenie Anzac w swojej publikacji Anzac to Amiens:
Anzac stał i wciąż stoi po stronie brawurowego męstwa działającego w słusznej sprawie, po stronie zdolności do podejmowania inicjatywy, pomysłowości, wierności, braterstwa i wytrwałości, które nigdy nie ulegną porażce.
W 1958 roku ukazała się książka The Australian Legend autorstwa Russela Warda, opowiadająca o tym, jak australijski busz, faworyzujący takie cechy charakteru jak równość i koleżeńskość, ukształtował Australijczyków i objawił się między innymi w żołnierzach Anzac. Publikacja ta stała się szybko przełomowa dla całej australijskiej literatury historycznej. W latach 60. i 70. XX wieku koncepcja Anzac spirit zaczęła zanikać w świadomości społeczeństwa z powodu braku odpowiedniego upamiętnienia w trakcie Anzac Day. Szczególnie w pokoleniu baby boomers zainteresowanie Anzac Day osiągnęło swój najniższy poziom w wyniku sympatii antywojennych, związanych z australijskim zaangażowaniem w wojnie w Wietnamie. Renesans pamięci o tym dniu z lat 80. XX wieku (prawdopodobnie związany z premierą filmu Gallipoli) sprawił, że idea Anzac spirit ponownie zawitała do australijskiego dyskursu politycznego. Doszło też wtedy do znacznego wzrostu liczby ludzi, szczególnie młodych, biorących udział w Anzac Day Dawn Services w Australii i Nowej Zelandii, gdzie często przywołuje się koncepcję duchu Anzac.

## Tożsamość narodowa
Kampania w Gallipoli, tocząca się zaledwie 14 lat po zjednoczeniu kolonii australijskich, była jednym z pierwszych wydarzeń o znaczeniu międzynarodowym, w której Australijczycy wzięli udział jako Australijczycy. Z tego powodu postrzega się ją jako kluczowy moment w kształtowaniu się ich poczucia tożsamości narodowej. Jak wspominał profesor historii Frank Bongiorno:
Kampania w Gallipoli była początkiem prawdziwej australijskiej narodowości. Kiedy Australia przystąpiła do wojny w 1914 roku, wielu białych Australijczyków wierzyło, że ich wspólnota nie ma historii i że nie jest jeszcze prawdziwym narodem, że ich najbardziej chwalebne dni są jeszcze przed nimi. Z tego powodu bitwa o Gallipoli była decydującym momentem dla Australii jako dla nowej nacji.

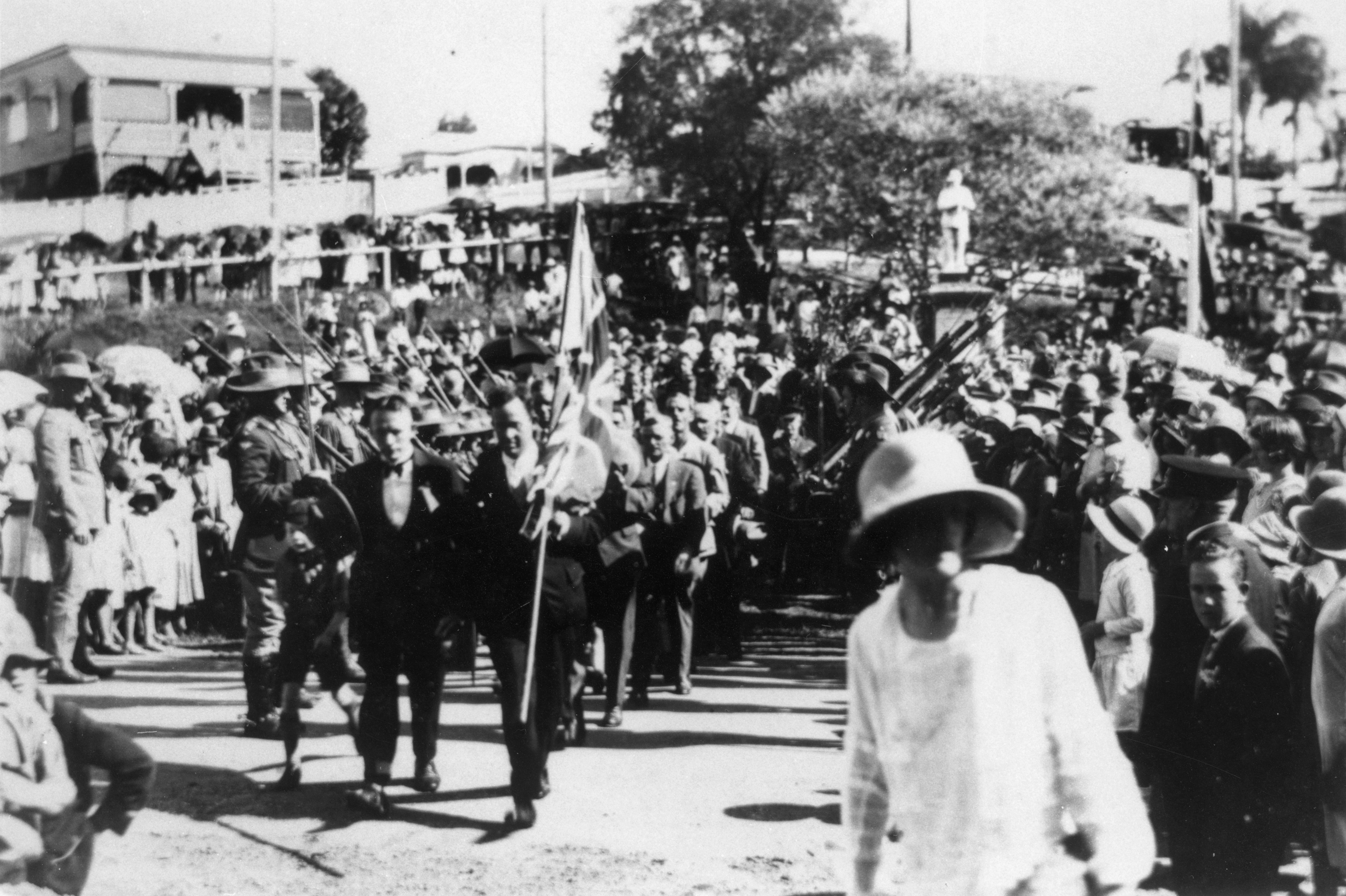
Obchody Anzac Day w Manly, Brisbane, Queensland, Australia (1922)

Wpływowe dzieło Ernesta Scotta pod tytułem A Short History of Australia, będące częścią podstawy programowej australijskich szkół przez prawie cztery dekady, począwszy od 1916 roku, przechodzące przez 6 kolejnych edycji za życia autora, wyraźnie przyczyniło się do utrwalenia tej koncepcji. We wstępie do pierwszego wydania książki Scott powiązał europejskie osadnictwo w Australii z ideą narodzin narodu australijskiego na polach bitewnych Gallipoli:
Ta krótka historia Australii zaczyna się od pustego miejsca na mapie, a kończy się zapisem nowej nazwy na mapie - Anzac.
Charles Bean także propagował ten pogląd, rozszerzając ją o sugestię, że narodowość nowozelandzka również się narodziła w tym samym czasie. W roku 1924 Bean napisał:
Obecnie Anzac Day należy do przeszłości, a w trakcie wojny cała energia była skoncentrowana na przyszłości, jednakże wpływ bitwy o Gallipoli na życie narodu Australii i Nowej Zelandii był zdecydowanie zbyt głęboki, żeby mógł później zaniknąć... to był 25 kwietnia 1915 roku, kiedy świadomość narodowa się narodziła.
Popularne przeświadczenie, że żołnierze Anzac swoim duchem wykuli charakter narodowy Australii, jest do dziś często wyrażane. Przykładowo w 2006 roku gubernator generalny Australii, Michael Jeffery, powiedział, że mimo iż żołnierze Anzac przegrali swoją kampanię, to stworzyli trwałą tożsamość dla Australii:
Zostaliśmy wezwani, żeby przypomnieć o poświęceniu bitewnym australijskich rolników i urzędników, nauczycieli i robotników oraz żeby upamiętnić ich wyjątkową odwagę i siłę charakteru w obliczu nieustających przeciwności losu… [Kampania ta] zapewniła nam trwałe poczucie tożsamości narodowej, opartej na ikonicznych wartościach braterstwa, odwagi, współczucia i rozsądku.
Dalszym rozwinięciem tego wierzenia jest założenie, że żołnierze Anzac ustanowili wzór do naśladowania dla przyszłych pokoleń Australijczyków i stworzyli podstawę „australijskich wartości”. W 2007 roku australijski minister obrony Brendan Nelson powołał się na ten pogląd, stwierdzając, że Anzac „wykuł nasze wartości i uczynił nas takimi, jakimi dziś jesteśmy, przypominając nam, że są pewne prawdy, według których żyjemy”. Nelson oznajmił też wcześniej, że historia Simpsona i jego osiołka ratującego rannych pod Gallipoli „reprezentuje wszystko, co oznacza bycie Australijczykiem”.

Mówi się, że Anzac spirit objawia się także podczas klęsk żywiołowych. Przykładowo organizacja Returned and Services League of Australia stwierdziła kiedyś tak: 
 Duch ANZAC objawia się dzisiaj w kryzysowych sytuacjach jak pojawienie się cyklonu, powodzi czy pożarów buszu. W takich momentach Australijczycy jednoczą się, żeby móc ratować się nawzajem, uśmierzyć cierpienia, zapewnić żywność i schronienie, troszczyć się o siebie nawzajem i dawać do zrozumienia ofiarom tych katastrof, że nie są sami.
W Nowej Zelandii Anzac spirit jest podobnie wskazywany w niektórych kręgach jako ważny składnik tożsamości narodowej Nowej Zelandii. Ministerstwo Kultury i Dziedzictwa Nowej Zelandii stwierdza:
Nowozelandzcy żołnierze wyróżnili się swoją odwagą i umiejętnościami, nawiązując trwałą więź z Australijczykami, u boku których walczyli… Wielkie cierpienie przyniosło małemu krajowi utrata tak wielu młodych mężczyzn, ale kampania Gallipoli pokazała nam postawy i cechy – odwaga, wytrwałość, praktyczność, pomysłowość, lojalność wobec Króla i towarzyszy broni – które pomogły Nowej Zelandii określić się jako naród, nawet jeśli walczyła po drugiej stronie świata w imieniu Imperium Brytyjskiego. Po Gallipoli Nowa Zelandia była pewniejsza swojej odrębnej tożsamości i czuła większą dumę z międzynarodowego wkładu, jaki mogła wnieść. Wzajemny szacunek zdobyty podczas walk stał się podstawą bliskich więzi z Australią, które trwają do dziś.

## Źródła
- List źródeł na temat ANZAC Spirit z Australian War Memorial
- The ANZAC Spirit, Encyclopaedia, Australian War Memorial [dostęp 2006-11-10] [zarchiwizowane z adresu 2006-12-06]. Brak numerów stron w książce
- Ball, Martin Re-Reading Bean's Last Paragraph Australian Historical Studies. Vol. 34 No. 122 Październik 2003 str. 248–270
- Burgmann, Verity. Revolutionary industrial unionism : the industrial workers of the world in Australia. Cambridge, UK: Cambridge University Press, 1995. Rozdziały 12–14.